# Parque Estadual dos Mangues
O Parque Estadual dos Mangues é uma área de preservação ambiental em processo de criação. Fica localizado na margem esquerda do estuário do Rio Potengi, em Natal, visando preservar o manguezal que circunda a cidade.
A implantação do Parque Estadual dos Mangues é parte do Programa de Recuperação do Estuário do Rio Potengi, que conta ainda com estação de tratamento de esgoto, sistema de tratamento de efluentes líquidos do Distrito Industrial de Natal e Macaíba, Terminal Pesqueiro Público de Natal, adequação das indústrias, zoneamento ecológico-econômico, monitoramento e fiscalização ambiental, mutirões de limpeza e barco-escola para passeios.
Às margens do Parque localiza-se o Complexo Cultural Rampa, espaço multicultural criado pelo Governo do Rio Grande do Norte onde antes se localizava a Rampa.